# Liste der Hospize in Deutschland
Die Liste der Hospize in Deutschland listet alle vollstationären Hospize in Deutschland nach Bundesländern auf. Die Daten basieren auf dem Wegweiser Hospiz- und Palliativversorgung Deutschland der Deutschen Gesellschaft für Palliativmedizin.

## Liste

### Baden-Württemberg
| Name                                   | Ort                    | Träger | Betten | Bemerkung        |
| -------------------------------------- | ---------------------- | --- | ------ | ---------------- |
| Christliches Hospiz Pforzheim/Enzkreis | Pforzheim              | (gemeinnützige GmbH) | 8      |                  |
| Franken-Hospiz Weinsberg               | Weinsberg              | Freundeskreis Stationäres Hospiz Weinsberg e.V.                                                                                              | 6      |                  |
| Hospiz am Dreifaltigkeitsberg          | Spaichingen            | Hospizverein Hospiz am Dreifaltigkeitsberg e.V.                                                                                              | 8      |                  |
| Hospiz Agape                           | Wiesloch               | Hospiz Agape GmbH | 8      |                  |
| Hospiz Agathe Streicher                | Ulm                    | Stiftung Hospiz Agathe Streicher gGmbH | 10     |                  |
| Hospiz Arista                          | Ettlingen              | Diakonie im Landkreis Karlsruhe g GmbH | 10     |                  |
| Hospiz Backnang                        | Backnang               | Hospizstiftung Rems-Murr-Kreis e.V. | 8      |                  |
| Hospiz Bietigheim-Bissingen            | Bietigheim-Bissingen   | Trägerverein Hospiz Bietigheim-Bissingen e.V.                                                                                                | 7      |                  |
| Hospiz Esslingen                       | Esslingen am Neckar    | Evangelische Gesamtkirchengemeinde Esslingen                                                                                                 | 8      |                  |
| Hospiz Haus Maria                      | Biberach an der Riß    | St. Elisabeth-Stiftung | 8      |                  |
| Hospiz Kafarnaum                       | Baden-Baden            | Kloster Maria Hilf e.V. | 12     |                  |
| Hospiz Karl Josef                      | Freiburg im Breisgau   | Hospiz Karl Josef gGmbH | 8      |                  |
| Hospiz Leonberg                        | Leonberg               | Förderverein „Mit der Krankheit leben“ e.V.                                                                                                  | 6      |                  |
| Hospiz Louise                          | Heidelberg             | Förderverein Hospiz Louise Heidelberg e.V.                                                                                                   | 8      |                  |
| Hospiz Maria Frieden                   | Offenburg              | Vinzentiushaus Offenburg GmbH | 6      |                  |
| Hospiz St. Anna                        | Ellwangen              | Gemeinschaft der Anna-Schwestern | 7      |                  |
| Hospiz St. Martin                      | Stuttgart              | Katholische Gesamtkirchengemeinde Stuttgart u. a.                                                                                            | 8      |                  |
| Hospiz St. Vincent                     | Mannheim               | Caritas | 8      |                  |
| Hospiz Stuttgart                       | Stuttgart              | Evang. Gesamtkirchengemeinde Stuttgart, Evang. Diakonissenanstalt Stuttgart, Ev. Gesellschaft Stuttgart, Johanniter Unfallhilfe RV Stuttgart | 7      | ein Doppelzimmer |
| Hospiz Veronika                        | Eningen unter Achalm   | Paul Wilhelm von Keppler-Stiftung | 6      |                  |
| Hospiz Via Luce                        | Villingen-Schwenningen | Hospiz Förderverein VS e.V. | 7      |                  |

### Bayern
| Name                               | Ort                      | Träger                                                                              | Betten | Bemerkung          |
| ---------------------------------- | ------------------------ | ----------------------------------------------------------------------------------- | ------ | ------------------ |
| Albert-Schweitzer-Hospiz           | Bayreuth                 | Albert-Schweitzer-Hospiz GmbH                                                       | 10     |                    |
| AllgäuHospiz                       | Kempten                  | Hospizverein Kempten e.V., Bayerisches Rotes Kreuz (KV Oberallgäu)                  | 8      |                    |
| Caritas Hospiz Lebensraum          | Coburg                   | Caritasverband Stadt und Landkreis Coburg e.V.                                      | 10     |                    |
| Caritas-Hospiz Xenia               | Nürnberg                 | Caritasverband Nürnberg e.V.                                                        | 7      |                    |
| Chiemseehospiz                     | Bernau am Chiemsee       | Chiemseehospiz gKU                                                                  | 10     |                    |
| Christophorus-Hospiz               | München                  | Christophorus Hospiz-Verwaltungs GmbH                                               | 16     |                    |
| Hospiz Alzenau                     | Alzenau                  | Sozialservicegesellschaft des BRK                                                   | 10     |                    |
| Hospiz in der Diakonie am Ohmplatz | Erlangen                 | Diakonie Erlangen                                                                   | 12     |                    |
| Hospiz Naila                       | Naila                    | Diakonie Martinsberg                                                                | 8      |                    |
| Hospiz Pfaffenwinkel               | Polling                  | Hospizverein Pfaffenwinkel e.V.                                                     | 10     | im Kloster Polling |
| Hospiz Vilsbiburg                  | Vilsbiburg               | Landshuter Kommunalunternehmen für Medizinische Versorgung (Lakumed)                | 10     |                    |
| Hospizzentrum Haus Brög zum Engel  | Lindau                   | Hospizzentrum Haus Brög zum Engel e.V., Besuchsdienst für Kranke und Sterbende e.V. | 6      | ein Zweibettzimmer |
| Johannes-Hospiz München            | München                  | Orden der Barmherzigen Brüder                                                       | 12     |                    |
| Johannes-Hospiz Ostbayern          | Pentling                 | Johanniter-Unfall-Hilfe e.V.                                                        | 10     |                    |
| Juliusspital                       | Würzburg                 | Stiftung Juliusspital Würzburg                                                      | 8      |                    |
| Mathilden-Haus                     | Nürnberg                 | Evang. Gemeindeverein Nürnberg-Mögeldorf e.V.                                       | 12     |                    |
| St. Elisabeth-Hospiz               | Ingolstadt               | Elisabeth Hospiz Ingolstadt GmbH                                                    | 13     |                    |
| St.Felix Hospiz                    | Neustadt an der Waldnaab | Malteser                                                                            | 9      |                    |
| St. Ursula Hospiz                  | Niederalteich            | Hospizverein Deggendorf e.V.                                                        | 10     |                    |
| St. Vinzenz-Hospiz                 | Augsburg                 | St. Vinzenz-Hospiz Augsburg e. V.                                                   | 16     |                    |

### Berlin
| Name                                             | Ort    | Träger                                                   | Betten | Bemerkung |
| ------------------------------------------------ | ------ | -------------------------------------------------------- | ------ | --------- |
| Caritas Hospiz Pankow                            | Berlin | Caritas                                                  | 14     |           |
| Diakonie-Hospiz Lichtenberg                      | Berlin | Diakonie                                                 | 10     |           |
| Diakonie-Hospiz Wannsee GmbH                     | Berlin | Diakonie                                                 | 14     |           |
| Simeon-Hospiz                                    | Berlin | Paul Gerhardt Diakonie gAG                               | 10     |           |
| Frederike-Fliedner Hospiz                        | Berlin | Paul Gerhardt Diakonie gAG                               | 16     |           |
| Hospiz LudwigPark                                | Berlin | Humanistischer Verband Deutschlands                      | 16     |           |
| Hospiz Schöneberg-Steglitz                       | Berlin | Nachbarschaftsheim Schöneberg Pflegerische Dienste gGmbH | 16     |           |
| Lazarus-Hospiz                                   | Berlin | Hoffnungstaler Stiftung Lobetal                          | 16     |           |
| Paul Gerhardt Diakonie Hospiz                    | Berlin | Johannesstift Diakonie                                   | 14     |           |
| Ricam gGmbH für Lebenshilfe und Sterbebegleitung | Berlin | Ricam gGmbH                                              | 15     |           |
| Theodorus Hospiz Marzahn                         | Berlin | Theodorus Hospiz gGmbH                                   | 16     |           |
| Theodorus Hospiz Moabit                          | Berlin | Theodorus Hospiz gGmbH                                   | 16     |           |
| Vivantes Hospiz gGmbH                            | Berlin | Vivantes Hospiz gGmbH                                    | 16     |           |

### Brandenburg
| Name                            | Ort                      | Träger                                                                                  | Betten | Bemerkung              |
| ------------------------------- | ------------------------ | --------------------------------------------------------------------------------------- | ------ | ---------------------- |
| Haus Wegwarte / Ruppiner Hospiz | Neuruppin                | Ruppiner Hospiz e. V.                                                                   | 9      |                        |
| Hospiz am Drachenkopf           | Eberswalde               | Auf dem Drachenkopf e. V.                                                               | 9      |                        |
| Hospiz Wittenberge              | Wittenberge              | Prignitz-Ruppiner Hospizgesellschaft mbH (gemeinnützig)                                 | 10     | zwei Angehörigenzimmer |
| Hospiz Brandenburg an der Havel | Brandenburg an der Havel | Hauskrankenpflege für jedermann g.e.V.                                                  | 10     |                        |
| Hospiz Friedensberg             | Lauchhammer              | Advent-Wohlfahrtswerk im Land Brandenburg e.V., Hospizdienst Oberspreewald-Lausitz e.V. | 10     |                        |
| Hospiz Potsdam                  | Potsdam                  | Diakonie                                                                                | 8      |                        |
| Luise-Henrietten-Hospiz         | Lehnin                   | Ev. Diakonissenhaus Berlin, Teltow, Lehnin                                              | 12     |                        |
| Regine-Hildebrandt-Haus         | Frankfurt (Oder)         | Wichern-Pflegedienste gGmbH                                                             | 13     |                        |
| StadtHospiz Cottbus             | Cottbus                  | Cottbuspflege, Hospizhilfe Cottbus e.V.                                                 | 15     | drei Doppelzimmer      |
| SUKHAVATI                       | Bad Saarow               | SUKHAVATI Pflege gGmbH                                                                  | 8      |                        |

### Bremen
| Name                     | Ort    | Träger                        | Betten | Bemerkung |
| ------------------------ | ------ | ----------------------------- | ------ | --------- |
| Hospiz Brücke            | Bremen | Zentrale für Private Fürsorge | 8      |           |
| Hospiz Lilge-Simon-Stift | Bremen | Johanniterhaus Bremen gGmbH   | 8      |           |
| Andreas-Hospiz           | Bremen | Mission:Lebenshaus gGmbH      | 8      |           |

### Hamburg
| Name                             | Ort     | Träger                         | Betten | Bemerkung |
| -------------------------------- | ------- | ------------------------------ | ------ | --------- |
| Diakonie-Hospiz Volksdorf gGmbH  | Hamburg | Diakonie                       | 14     |           |
| Hamburg Leuchtfeuer Hospiz       | Hamburg | Hamburg Leuchtfeuer            | 11     |           |
| Hamburger Hospiz im Helenenstift | Hamburg | Hamburger Hospiz e.V.          | 16     |           |
| Hospiz Sinus Othmarschen gGmbH   | Hamburg | Hospiz Sinus Othmarschen gGmbH | 16     |           |

### Hessen
| Name                                   | Ort                 | Träger | Betten | Bemerkung          |
| -------------------------------------- | ------------------- | --- | ------ | ------------------ |
| Agaplesion Haus Samaria Hospiz         | Gießen ▼            | Agaplesion Haus Samaria Hospiz gGmbH                                                                          | 10     |                    |
| Evangelisches Hospiz Frankfurt am Main | Frankfurt am Main ▼ | Evangelisches Hospiz Frankfurt am Main gGmbH                                                                  | 12     |                    |
| Haus Emmaus / Hospiz Mittelhessen      | Wetzlar ▼           | Hospiz Mittelhessen gGmbH                                                                                     | 8      |                    |
| Hospiz Arche Noah                      | Schmitten ▼         | Hospizgemeinschaft Arche Noah Hochtaunus zur Begleitung Sterbender und Lebeensbeistand e.V.                   | 8      |                    |
| Hospiz Bergstraße                      | Bensheim ▼          | Hospiz Bergstraße gemeinnützige GmbH                                                                          | 10     |                    |
| Hospiz Kassel                          | Kassel ▼            | Evangelische Altenhilfe Gesundbrunnen e.V. Hofgeismar                                                         | 6      |                    |
| Hospiz Lebensbrücke                    | Flörsheim am Main ▼ | Hospizverein Lebensbrücke e.V.                                                                                | 12     |                    |
| Hospiz Louise de Marillac              | Hanau ▼             | Haus der Barmherzigen Schwestern vom hl. Vinzenz von Paul in Fulda KdöR                                       | 8      |                    |
| Hospiz Sankt Katharina                 | Frankfurt am Main ▼ | St. Katharinen- und Weißfrauenstift Frankfurt am Main und Sankt Katharinen-Krankenhaus GmbH Frankfurt am Main | 12     |                    |
| Hospiz Schauenburg                     | Schauenburg ▼       | Internationales Bildungs- und Sozialwerk GmbH                                                                 | 8      |                    |
| Hospiz St. Barbara                     | Oberursel ▼         | Caritas Hochtaunus                                                                                            | 12     |                    |
| Hospiz St. Elisabeth zu Fulda          | Fulda ▼             | Hospiz St. Elisabeth zu Fulda gGmbH                                                                           | 8      |                    |
| Hospiz St. Ferrutius                   | Taunusstein ▼       | Caritasverband Wiesbaden-Rheingau-Taunus e.V.                                                                 | 11     |                    |
| Hospizium / Hospiz ADVENA              | Wiesbaden ▼         | Hospizium Wiesbaden gGmbH                                                                                     | 16     |                    |
| St. Elisabeth-Hospiz gGmbH             | Marburg ▼           | St. Elisabeth-Hospiz gemeinnützige GmbH                                                                       | 6      | ein Zweibettzimmer |

### Mecklenburg-Vorpommern
| Name                             | Ort              | Träger                          | Betten | Bemerkung                            |
| -------------------------------- | ---------------- | ------------------------------- | ------ | ------------------------------------ |
| Dreikönigshospiz gGmbH           | Neubrandenburg   | Dreikönigsverein e.V.           | 10     |                                      |
| DRK Hospiz-Luisendomizil         | Neustrelitz      | Deutsches Rotes Kreuz           | 10     |                                      |
| Greifswalder Hospiz              | Greifswald       | Universitätsklinikum Greifswald | 8      | Teil des Uniklinikums Greifswald     |
| Hospiz am Klinikum Südstadt      | Rostock          | Klinikum Südstadt Rostock       | 10     | gehört zum Klinikum Südstadt Rostock |
| Hospiz Schloss Bernstorf         | Bernstorf        | Hospiz Schloss Bernstorf gGmbH  | 16     |                                      |
| Schweriner Hospiz am Aubach      | Schwerin         | Sozius gGmbH                    | 12     |                                      |
| Hospiz am Sana-Krankenhaus Rügen | Bergen auf Rügen | Sana-Krankenhaus Rügen          | 6      |                                      |

### Niedersachsen
| Name                           | Ort                         | Träger | Betten | Bemerkung                             |
| ------------------------------ | --------------------------- | --- | ------ | ------------------------------------- |
| Ammerland Hospiz               | Westerstede ▼               | Hospizdienst Ammerland e.V. | 8      |                                       |
| Wanderlicht                    | Cloppenburg                 | KLEEBAUM STIFTUNG | 9      |                                       |
| Hospiz Am Hohen Tore           | Braunschweig ▼              | Hospiz gGmbH | 12     |                                       |
| Hospiz Am Stadtwald            | Uelzen ▼                    | Advent-Wohlfahrtswerk e.V. Freikirche der Siebenten-Tags-Adventisten in Niedersachsen | 11     |                                       |
| Hospiz Bad Münder              | Bad Münder ▼                | AWO Gesundheitsdienste Betreuung gGmbH | 6      |                                       |
| Hospiz Celle                   | Celle ▼                     | Hospiz Celle gGmbh | 10     |                                       |
| Friedel-Orth-Hospiz            | Jever ▼                     | Mission:Lebenshaus gGmbH | 9      |                                       |
| Hospiz Gifhorn                 | Gifhorn ▼                   | Hospizhaus Gifhorn gGmbH | 10     | zzgl. 2 Gästezimmer                   |
| Hospiz Hann. Münden            | Hann. Münden ▼              | AWO Gesundheitsdienste GmbH | 8      |                                       |
| Hospiz Heiligendorf            | Wolfsburg ▼                 | Hospizarbeit Region Wolfsburg e.V. | 12     | Eröffnung 2023                        |
| Laurentius-Hospiz Falkenburg   | Ganderkesee ▼               | Mission:Lebenshaus gGmbH | 8      |                                       |
| Hospizhuus Leer                | Leer ▼                      | Hospiz-Stiftung Leer | 8      |                                       |
| Hospiz an der Lutter           | Göttingen ▼                 | Diakonissen-Mutterhaus Ariel, Zieglersche Anstalten und Hospiz an der Lutter e.V. | 7      |                                       |
| Hospiz Luise                   | Hannover ▼                  | Barmherzige Schwestern | 8      | erstes Hospiz in Niedersachsen (1994) |
| Hospiz am Meer                 | Hage ▼                      | | 9      |                                       |
| Hospiz Mutter Anselma          | Bad Pyrmont ▼               | Kongregation der Franziskanerinnen Thuine e.V. | 8      |                                       |
| Hospiz Nordheide               | Buchholz in der Nordheide ▼ | Hospiz Nordheide gGmbH | 12     |                                       |
| Osnabrücker Hospiz             | Osnabrück ▼                 | Osnabrücker Hospiz gGmbH | 11     |                                       |
| Hospiz Salzgitter              | Salzgitter ▼                | Hospiz-Initiative Salzgitter e.V. | 8      |                                       |
| Hospiz St. Anna                | Dinklage ▼                  | St. Anna Stiftung Dinklage | 5      |                                       |
| St. Marianus-Zentrum           | Bardowick ▼                 | St. Marianus GmbH & Co. KG | 14     |                                       |
| Hospiz St. Peter Oldenburg     | Oldenburg ▼                 | Hospiz St. Peter Oldenburg gGmbH | 12     | zzgl. 2 Gästezimmer Eröffnung 1995    |
| Hospiz St. Veronika            | Thuine ▼                    | St. Georgstift e.V. | 8      |                                       |
| Hospiz Stadtmitte              | Wolfsburg ▼                 | Hospizarbeit Region Wolfsburg e.V. | 13     | Eröffnung 2005                        |
| Sozialzentrum Misburg          | Hannover ▼                  | Evang. Hilfsverein e. V., AWO-Region Hannover e. V., DRK Region Hannover, Ev.-luth. Kirchengemeinden Misburg, Dietrich Bonhoeffer und St. Martin Anderten, Stiftung Sozialwerk Misburg e. V. | 9      |                                       |
| Uhlhorn Hospiz                 | Hannover ▼                  | Diakonische Dienste Hannover gGmbH | 8      |                                       |
| Hospiz am Wattenmeer           | Varel ▼                     | Mission:Lebenshaus gGmbH | 8      |                                       |
| Hospiz zwischen Elbe und Weser | Bremervörde ▼               | Diakonie | 10     |                                       |

### Nordrhein-Westfalen
| Name                                         | Ort                 | Träger | Betten | Bemerkung                                     |
| -------------------------------------------- | ------------------- | --- | ------ | --------------------------------------------- |
| Amalie-Sieveking-Haus                        | Lüdenscheid         | Ev. Perthes-Werk e.V.                                                                                              | 5      |                                               |
| Augustinus-Hospiz                            | Neuss               | Genossenschaft der barmherzigen Schwestern                                                                         | 10     |                                               |
| Caritas-Hospiz                               | Düsseldorf          | Caritas Verband für die Stadt Düsseldorf e.V.                                                                      | 10     |                                               |
| Christliches Hospiz „Am Roten Läppchen“      | Hamm                | Christliches Hospiz Hamm gGmbH                                                                                     | 8      |                                               |
| Christliches Hospiz Essen-Werden             | Essen               | | 7      |                                               |
| Christliches Hospiz Wuppertal                | Wuppertal           | Christliches Hospiz Wuppertal-Niederberg gGmbH                                                                     | 12     |                                               |
| Cosmas und Damian Hospiz                     | Essen               | Caritasverband für die Stadt Essen e.V.                                                                            | 10     |                                               |
| Elisabeth-Hospiz                             | Datteln             | Caritasverband Datteln e.V.                                                                                        | 8      |                                               |
| Elisabeth-Hospiz                             | Lohmar              | Freundeskreis Elisabeth-Hospiz e.V. Lohmar                                                                         | 16     |                                               |
| Elisabeth-Hospiz                             | Stadtlohn           | Elisabeth-Hospiz gGmbH                                                                                             | 9      |                                               |
| Ev. Hospiz Siegerland                        | Siegen              | Evangelischer Krankenhausverein Siegerland e.V.                                                                    | 10     |                                               |
| Franziskus-Hospiz Hochdahl                   | Erkrath             | Franziskus-Hospiz gGmbH                                                                                            | 8      |                                               |
| Haus Erftaue                                 | Erftstadt           | Hosta GgmbH | 8      |                                               |
| Haus Franz                                   | Viersen             | Haus Bodelschwingh gGmbH                                                                                           | 10     |                                               |
| Haus Hannah                                  | Emsdetten           | Stiftung St. Josef                                                                                                 | 10     |                                               |
| Haus Hörn                                    | Aachen              | Haus Hörn gemeinnützige GmbH                                                                                       | 24     |                                               |
| Haus Sonnenschein                            | Rheinberg           | St. Josef Krankenhaus GmbH Moers                                                                                   | 7      |                                               |
| Haus Zuversicht                              | Bielefeld           | Von Bodelschwinghsche Stiftungen Bethel                                                                            | 10     |                                               |
| Hospiz am Blumenplatz                        | Krefeld             | Hospiz Stiftung Krefeld                                                                                            | 12     |                                               |
| Hospiz am Bruder-Jordan-Haus                 | Dortmund            | Caritas Altenhilfe Dortmund GmbH                                                                                   | 7      | Im Altenzentrum Bruder-Jordan-Haus            |
| Hospiz am Ev. Krankenhaus                    | Düsseldorf          | Stiftung Ev. Krankenhaus                                                                                           | 13     | Gehört zum Ev. Krankenhaus Düsseldorf         |
| Johanniter-Hospiz am Waldkrankenhaus         | Bonn                | Johanniter GmbH | 10     | Teil des Waldkrankenhaus Bonn                 |
| Hospiz am Iterbach                           | Aachen              | Home Care Betreibergesellschaft gGmbH                                                                              | 14     |                                               |
| Hospiz Am Ostpark                            | Dortmund            | Von Bodelschwinghsche Stiftungen Bethel                                                                            | 10     |                                               |
| Hospiz am St. Augustinus Krankenhaus         | Düren               | Caritas Trägergesellschaft West                                                                                    | 10     | Teil des Augustinus Krankenhauses Lendersdorf |
| Hospiz am Vinzenz Pallotti Hospital          | Bergisch Gladbach   | Vinzenz Pallotti Hospital GmbH                                                                                     | 3      | Teil des Vinzenz Pallotti Hospitals           |
| Hospiz an St. Bartholomäus                   | Köln                | Caritasverband für die Stadt Köln e.V.                                                                             | 8      |                                               |
| Hospiz Anna Katharina                        | Dülmen              | Hospiz Anna Katharina gGmbH                                                                                        | 8      |                                               |
| Hospiz Bottrop                               | Bottrop             | Hospiz Bottrop gGmbH                                                                                               | 8      |                                               |
| Hospiz der Diakonis–Stiftung Diakonissenhaus | Detmold             | Diakonis - Stiftung Diakonissenhaus                                                                                | 7      |                                               |
| Hospiz der Stiftung Marien-Hospital          | Euskirchen          | Stiftung Marien-Hospital                                                                                           | 10     |                                               |
| Hospiz Erkelenz                              | Erkelenz            | Hermann-Josef-Stiftung Erkelenz                                                                                    | 13     |                                               |
| Hospiz Gütersloh                             | Gütersloh           | Hospiz- und Palliativ-Verein Gütersloh e.V.                                                                        | 8      |                                               |
| Hospiz im Guten Hirten Bocholt               | Bocholt             | Guter Hirte Bocholt, Bischöfliche Stiftung Haus Hall, Omega Bocholt                                                | 2      |                                               |
| Hospiz-Haus Brücke Friedel                   | Geldern             | Hospizverein Menschenwürdig Leben und Sterben Brücke Friedel e.V.                                                  | 8      |                                               |
| Hospiz Johannes-Nepomuk-Haus                 | Köln                | Caritasverband für die Stadt Köln e.V.                                                                             | 9      |                                               |
| Hospiz Lebenshaus                            | Münster             | Hospiz Lebenshaus Münster gGmbH                                                                                    | 10     | 1 Angehörigenzimmer                           |
| Hospiz Kevelaer                              | Kevelaer            | Verein Hospiz Kevelaer e.V.                                                                                        | 10     |                                               |
| Hospiz Mülheim                               | Mülheim an der Ruhr | Stiftung Ev. Kranken- und Versorgungshaus zu Mülheim an der Ruhr und Diakoniewerk Arbeit und Kultur Mülheim gGmbH. | 10     |                                               |
| Hospiz Mutter Teresa                         | Iserlohn            | Hospiz-Mutter-Teresa GmbH, Märkische Seniorenzentrum GmbH                                                          | 6      |                                               |
| Hospiz Schwerte                              | Schwerte            | Hospiz Initiative Schwerte e.V.                                                                                    | 5      |                                               |
| Hospiz St. Christophorus                     | Mönchengladbach     | Verein zur Förderung einer palliativen Einheit e.V.                                                                | 10     |                                               |
| Hospiz St. Elisabeth                         | Dortmund            | | 12     |                                               |
| Hospiz St. Hedwig                            | Köln                | Alexianer Krankenhaus Köln GmbH                                                                                    | 10     |                                               |
| Hospiz St. Michael                           | Ahlen               | Hospizbewegung im Kreis Warendorf e.V.                                                                             | 8      |                                               |
| Hospiz St. Raphael                           | Arnsberg            | Caritas-Verband Arnsberg-Sundern e.V.                                                                              | 6      |                                               |
| Hospiz St. Vinzenz                           | Köln                | Hospitalvereinigung St. Marien                                                                                     | 9      |                                               |
| Hospiz St. Vinzenz Pallotti                  | Oberhausen          | Kath. Kliniken Oberhausen gGmbH                                                                                    | 10     | Teil des Katholischen Klinikums Oberhausen    |
| Hospiz Steele                                | Essen               | Hospiz Essen-Steele gGmbH                                                                                          | 10     |                                               |
| Hospiz Stella Maris                          | Mechernich          | Sozialwerk Communio in Christo e.V.                                                                                | 12     |                                               |
| Hospiz Veritas                               | Lübbecke            | Paritätischer Verein für freie Sozialarbeit e.V.                                                                   | 10     |                                               |
| Hospiz zum Heiligen Franziskus               | Recklinghausen      | Hospiz zum Heiligen Franziskus e. V.                                                                               | 9      |                                               |
| Johannes-Hospiz                              | Münster             | Johannes-Hospiz Münster gGmbH                                                                                      | 8      |                                               |
| Johannes Hospiz Oberberg                     | Wiehl               | Johanniter-Unfall-Hilfe e.V.                                                                                       | 10     |                                               |
| Malteser Hospiz St. Raphael                  | Duisburg            | Malteser St. Anna gGmbH                                                                                            | 12     |                                               |
| Marienheim Hospiz                            | Kaarst              | Marienheim Hospiz Kaarst e.V.                                                                                      | 8      |                                               |
| Marien Hospiz Louise von Marillac            | Wilnsdorf           | Marien Gesellschaft Siegen gGmbH                                                                                   | 8      |                                               |
| Palliatives Hospiz Solingen                  | Solingen            | PHOS e. V. | 10     | am Botanischen Garten Solingen                |
| St. Katharinen-Hospiz                        | Frechen             | Kirchengemeinde St. Audomar                                                                                        | 8      | Gründung 2000                                 |
| St. Elisabeth Hospiz                         | Lennestadt          | Hospiz zur heiligen Elisabeth e.V.                                                                                 | 6      |                                               |
| Hospiz St. Hildegard                         | Bochum              | Caritas-Hospiz-Trägergesellschaft gGmbH Bochum                                                                     | 11     | Eröffnung 1995                                |

### Rheinland-Pfalz
| Name                             | Ort              | Träger                                          | Betten | Bemerkung |
| -------------------------------- | ---------------- | ----------------------------------------------- | ------ | --------- |
| Aenne Wimmers Hospiz             | Simmern/Hunsrück | Stiftung Kreuznacher Diakonie                   | 8      |           |
| Christophorus-Hospiz Mainz-Drais | Mainz            | Caritas Altenhilfe St. Martin Rheinhessen gGmbH | 8      |           |
| Eugenie Michels Hospiz           | Bad Kreuznach    | Stiftung Kreuznacher Diakonie                   | 12     |           |
| Hospiz Agape                     | Wiesloch         | Hospiz Agape GmbH                               | 8      |           |
| Hospiz Elias                     | Ludwigshafen     | St. Dominikus Krankenhaus und Jugendhilfe gGmbH | 8      |           |
| Hospiz im Ahrtal                 | Bad Neuenahr     | Hospiz im Ahrtal gGmbH                          | 10     |           |
| Hospiz im Wilhelminenstift       | Speyer           | Ev. Diakonissenanstalt Speyer-Mannheim          | 7      |           |
| Hospizhaus Trier                 | Trier            | Hospiz Trier GmbH                               | 8      |           |
| Stationäres Hospiz St. Martin    | Koblenz          | Stiftung Ev. Stift St. Martin                   | 10     |           |

### Saarland
| Name               | Ort         | Träger                           | Betten | Bemerkung |
| ------------------ | ----------- | -------------------------------- | ------ | --------- |
| Hospiz Emmaus      | St. Wendel  | Hospiz Emmaus Gemeinnützige GmbH | 10     |           |
| Paul-Marien-Hospiz | Saarbrücken | Stiftung kreuznacher diakonie    | 16     |           |

### Sachsen
| Name                          | Ort                | Träger                                             | Betten | Bemerkung           |
| ----------------------------- | ------------------ | -------------------------------------------------- | ------ | ------------------- |
| Erzgebirgshospiz Erlabrunn    | Breitenbrunn       | Kliniken Erlabrunn gGmbH                           | 8      |                     |
| Marien Hospiz                 | Dresden            | St. Joseph-Stift Dresden GmbH                      | 12     |                     |
| Hospiz Advena                 | Leipzig            | Gemeinnützige Hospizium Leipzig GmbH               | 16     |                     |
| Hospiz Chemnitz               | Chemnitz           | Hospiz- und Palliativdienst Chemnitz e.V.          | 16     | zwei Zweibettzimmer |
| Hospiz Ellen Gorlow           | Oederan            | Hospiz- und Palliativdienst Begleitende Hände e.V. | 10     |                     |
| Hospiz Lebenszeit             | Leisnig            | Hospiz Lebenszeit gGmbH                            | 12     |                     |
| Hospiz Radebeul               | Radebeul           | Hospiz-Dienste im Dresdner Umland gGmbH            | 13     |                     |
| Hospiz Siloah                 | Herrnhut           | Christliche Hospiz Ostsachsen gGmbH                | 12     |                     |
| Hospiz Villa Auguste          | Leipzig            | Villa Auguste Hospiz Leipzig gGmbH                 | 12     |                     |
| Hospiz Vogtland Villa Falgard | Falkenstein/Vogtl. | Diakonisches Werk im Kirchenbezirk Auerbach e.V.   | 12     |                     |
| SRH Hospiz Werdau             | Werdau             | SRH Poliklinik Gera                                | 9      |                     |

### Sachsen-Anhalt
| Name                                | Ort           | Träger                                              | Betten | Bemerkung                            |
| ----------------------------------- | ------------- | --------------------------------------------------- | ------ | ------------------------------------ |
| Anhalt Hospiz Dessau                | Dessau-Roßlau | Anhaltische Hospiz- und Palliativgesellschaft gGmbH | 14     |                                      |
| Anhalt Hospiz Zerbst                | Zerbst        | Anhaltische Hospiz- und Palliativgesellschaft gGmbH | 8      |                                      |
| Evangelisches Hospiz Stendal        | Stendal       | Adelberd-Diakonissen-Mutterhaus                     | 8      | ein Zweibettzimmer                   |
| Harz-Hospiz                         | Quedlinburg   | Hospizverein Geborgenheit e.V.                      |        |                                      |
| Hospiz am St. Elisabeth-Krankenhaus | Halle (Saale) | Hospiz am St. Elisabeth-Krankenhaus GmbH            | 8      | Teil des St. Elisabeth-Krankenhauses |
| Hospiz im Luisenhaus                | Magdeburg     | Pfeiffersche Stiftungen Magdeburg                   | 10     | ein Zweibettzimmer                   |

### Schleswig-Holstein
| Name                          | Ort          | Träger                                | Betten | Bemerkung                                       |
| ----------------------------- | ------------ | ------------------------------------- | ------ | ----------------------------------------------- |
| Hospiz Kieler Förde gGmbH     | Kiel         | Hospiz Kieler Förde gGmbH             | 16     |                                                 |
| Hospiz Haus Porsefeld         | Rendsburg    | Pflege LebensNah                      | 10     |                                                 |
| Hospiz Rickers-Kock-Haus      | Lübeck       | Vorwerker Diakonie gemeinnützige GmbH | 7      |                                                 |
| Johannis Hospiz               | Elmshorn     |                                       | 12     | Teil der Regio Kliniken Elmshorn                |
| Wilhelminen-Hospiz            | Niebüll      | Wilhelminen-Hospiz gGmbH              | 7      | nördlichstes Hospiz Deutschlands                |
| Hospiz Lebensweg              | Bad Oldesloe | Hospiz Lebensweg gGmbH                | 12     | Kreis Stormarn                                  |
| Petri Haus                    | Schleswig    |                                       | 12     |                                                 |
| Albertinen Hospiz Norderstedt | Norderstedt  | Immanuel Albertinen Diakonie gGmbH    | 14     | Erstes stationäres Hospiz in Schleswig-Holstein |

### Thüringen
| Name                                  | Ort       | Träger                                       | Betten | Bemerkung                            |
| ------------------------------------- | --------- | -------------------------------------------- | ------ | ------------------------------------ |
| Dr.-Jahn-Haus                         | Meiningen | Sozialwerk Meiningen e.V.                    | 12     |                                      |
| Christliches Hospiz Haus Geborgenheit | Harztor   | Diakonie-Krankenhaus Harz                    | 12     | Teil des Diakonie-Krankenhauses Harz |
| Christliches Hospiz St. Martin        | Erfurt    | St. Martin gGmbH                             | 10     | zzgl. 1 Gästezimmer                  |
| Hospiz Bad Berka                      | Bad Berka | Trägerwerk Soziale Dienste Wohnen plus gGmbH | 12     | zzgl. 1 Gästezimmer                  |
| Hospiz Jena                           | Jena      | Hospiz- und Palliativ-Stiftung Jena          | 12     |                                      |
| Hospiz St. Elisabeth                  | Eisenach  | Deutscher Caritasverband                     | 12     |                                      |
| Palliatus Hospiz Weimar               | Weimar    | Palliatus-Hospiz-Weimar gGmbH                | 10     | zzgl. 2 Gästezimmer                  |
| Schwarzatalhospiz                     | Katzhütte | Förderverein Schwarzatalhospiz e.V.          | 8      | zzgl. 2 Gästezimmer                  |